# Reversibilitet
Reversibilitet är symmetri i tid, det vill säga möjligheten för en händelse att äga rum "baklänges".
Irreversibel är en synonym till orden oomvändbar, obotlig. Inom kemi och fysik används ordet för att beteckna enkelriktade reaktioner.